# (805) Hormuthia
(805) Hormuthia es un asteroide perteneciente al cinturón de asteroides descubierto el 17 de abril de 1915 por Maximilian Franz Wolf desde el observatorio de Heidelberg-Königstuhl, Alemania.
Está nombrado en honor de Hormuth Kopff, esposa de August Kopff.